# Utopia (musikalbum av Gwenno)
Utopia är ett studioalbum av den walesisk-korniska sångerskan Gwenno, artistnamn för Gwenno Saunders, utgivet den 11 juli 2025 på etiketten Heavenly Recordings som LP, CD och digital nedladdning.

## Låtförteckning
Alla låtar är skrivna och komponerade av Gwenno och Rhys Edwards. 
| Nr           | Titel                | Längd |
| ------------ | -------------------- | ----- |
| 1.           | London 1757          | 4:35  |
| 2.           | Dancing on Volcanoes | 5:04  |
| 3.           | Utopia               | 5:08  |
| 4.           | Y Gath               | 4:06  |
| 5.           | War                  | 4:51  |
| 6.           | 73                   | 4:19  |
| 7.           | The Devil            | 4:39  |
| 8.           | Ghost of You         | 4:41  |
| 9.           | St Ives New School   | 5:47  |
| 10.          | Hireth               | 4:01  |
| Total längd: | Total längd:         | 47:10 |